# Tumtum (Washington)
Tumtum es un área no incorporada ubicada en el condado de Stevens en el estado estadounidense de Washington.

## Geografía
Tumtum se encuentra ubicado en las coordenadas 47°53′30″N 117°40′59″O / 47.89167, -117.68306.